# Új-Zéland az 1996. évi nyári olimpiai játékokon
Új-Zéland az egyesült államokbeli Atlantában megrendezett 1996. évi nyári olimpiai játékok egyik részt vevő nemzete volt. Az országot az olimpián 15 sportágban 95 sportoló képviselte, akik összesen 6 érmet szereztek.

## Érmesek
| Érem  | Versenyző                                               | Sportág    | Versenyszám         |
| ----- | ------------------------------------------------------- | ---------- | ------------------- |
| Arany | Blyth Tait                                              | Lovaglás   | Egyéni lovastusa    |
| Arany | Danyon Loader                                           | Úszás      | Férfi 200 m gyors   |
| Arany | Danyon Loader                                           | Úszás      | Férfi 400 m gyors   |
| Ezüst | Sally Clark                                             | Lovaglás   | Egyéni lovastusa    |
| Ezüst | Barbara Kendall                                         | Vitorlázás | Női szörfvitorlázás |
| Bronz | Blyth Tait Vaughn Jefferis Andrew Nicholson Vicky Latta | Lovaglás   | Csapat lovastusa    |

## Asztalitenisz
Női
| Versenyző | Versenyszám | Csoportkör                                                                                  | Csoportkör | Nyolcaddöntő      | Negyeddöntő       | Elődöntő          | Döntő             | Helyezés |
| Versenyző | Versenyszám | Ellenfél Eredmény                                                                           | Hely.      | Ellenfél Eredmény | Ellenfél Eredmény | Ellenfél Eredmény | Ellenfél Eredmény | Helyezés |
| --------- | ----------- | ------------------------------------------------------------------------------------------- | ---------- | ----------------- | ----------------- | ----------------- | ----------------- | -------- |
| Chunli Li | Egyes       | C csoport · Alessia Arisi (ITA) · 2:0 · Láríssza Suajb (LIB) · 2:0 · Csen Csing (TPE) · 0:2 | 2.         | kiesett           | kiesett           | kiesett           | kiesett           | 17.      |

## Atlétika
Férfi
| Versenyző       | Versenyszám     | Előfutam | Előfutam | Előfutam | Negyeddöntő | Negyeddöntő | Negyeddöntő | Elődöntő | Elődöntő | Elődöntő | Döntő   | Döntő    |
| Versenyző       | Versenyszám     | Idő      | Hely.    | Össz.    | Idő         | Hely.       | Össz.       | Idő      | Hely.    | Össz.    | Idő     | Helyezés |
| --------------- | --------------- | -------- | -------- | -------- | ----------- | ----------- | ----------- | -------- | -------- | -------- | ------- | -------- |
| Gus Nketia      | 100 m           | 10,34    | 4.       | 27.****  | 10,35       | 8.          | 29.         | kiesett  | kiesett  | kiesett  | kiesett | kiesett  |
| Chris Donaldson | 100 m           | 10,39    | 6.       | 37.***** | kiesett     | kiesett     | kiesett     | kiesett  | kiesett  | kiesett  | kiesett | kiesett  |
| Chris Donaldson | 200 m           | 20,96    | 6.       | 46.*     | kiesett     | kiesett     | kiesett     | kiesett  | kiesett  | kiesett  | kiesett | kiesett  |
| Mark Keddell    | 200 m           | 20,93    | 4.       | 44.      | kiesett     | kiesett     | kiesett     | kiesett  | kiesett  | kiesett  | kiesett | kiesett  |
| Matthew Coad    | 200 m           | 21,25    | 4.       | 64.*     | kiesett     | kiesett     | kiesett     | kiesett  | kiesett  | kiesett  | kiesett | kiesett  |
| Martin Johns    | 1500 m          | 3:44,91  | 11.      | 40.      |             |             |             | kiesett  | kiesett  | kiesett  | kiesett | kiesett  |
| Jonathan Wyatt  | 5000 m          | 13:52,56 | 8.       | 8.       |             |             |             | 13:47,81 | 10.      | 10.      | kiesett | kiesett  |
| Robbie Johnston | 10 000 m        | 28:40,60 | 12.      | 24.      |             |             |             |          |          |          | kiesett | kiesett  |
| Sean Wade       | Maraton         |          |          |          |             |             |             |          |          |          | 2:30:35 | 83.      |
| Scott Nelson    | 20 km gyaloglás |          |          |          |             |             |             |          |          |          | 1:25:50 | 32.      |
| Craig Barrett   | 50 km gyaloglás |          |          |          |             |             |             |          |          |          | 4:15:15 | 33.      |

| Versenyző       | Versenyszám   | Selejtező | Selejtező | Döntő    | Döntő    |
| Versenyző       | Versenyszám   | Eredmény  | Helyezés  | Eredmény | Helyezés |
| --------------- | ------------- | --------- | --------- | -------- | -------- |
| Gavin Lovegrove | Gerelyhajítás | 77,12 m   | 23.       | kiesett  | kiesett  |

| Versenyző   | Versenyszám | 100 m | 100 m | Távolugrás | Távolugrás | Súlylökés | Súlylökés | Magasugrás | Magasugrás | 400 m | 400 m | 110 m gát | 110 m gát | Diszkoszvetés | Diszkoszvetés | Rúdugrás | Rúdugrás | Gerelyhajítás | Gerelyhajítás | 1500 m  | 1500 m | Végeredmény | Végeredmény |
| Versenyző   | Versenyszám | Idő   | Pont  | Eredmény   | Pont       | Eredmény  | Pont      | Eredmény   | Pont       | Idő   | Pont  | Idő       | Pont      | Eredmény      | Pont          | Eredmény | Pont     | Eredmény      | Pont          | Idő     | Pont   | Pont        | Helyezés    |
| ----------- | ----------- | ----- | ----- | ---------- | ---------- | --------- | --------- | ---------- | ---------- | ----- | ----- | --------- | --------- | ------------- | ------------- | -------- | -------- | ------------- | ------------- | ------- | ------ | ----------- | ----------- |
| Doug Pirini | Tízpróba    | 10,89 | 885   | 733 cm     | 893        | 14,75 m   | 774       | 189 cm     | 705        | 48,56 | 882   | 14,88     | 864       | 45,34 m       | 774           | 460 cm   | 790      | 58,02 m       | 708           | 4:39,09 | 686    | 7961        | 24.         |

Női
| Versenyző       | Versenyszám | Előfutam | Előfutam | Előfutam | Negyeddöntő | Negyeddöntő | Negyeddöntő | Elődöntő | Elődöntő | Elődöntő | Döntő    | Döntő    |
| Versenyző       | Versenyszám | Idő      | Hely.    | Össz.    | Idő         | Hely.       | Össz.       | Idő      | Hely.    | Össz.    | Idő      | Helyezés |
| --------------- | ----------- | -------- | -------- | -------- | ----------- | ----------- | ----------- | -------- | -------- | -------- | -------- | -------- |
| Toni Hodgkinson | 800 m       | 1:59,35  | 2.       | 6.       |             |             |             | 1:58,25  | 4.       | 6.       | 2:00,54  | 8.       |
| Anne Hare       | 5000 m      | 15:22,31 | 6.       | 9.       |             |             |             |          |          |          | 15:29,11 | 13.      |
| Nyla Carroll    | 10 000 m    | 32:50,64 | 10.      | 10.      |             |             |             |          |          |          | kiesett  | kiesett  |
| Lorraine Moller | Maraton     |          |          |          |             |             |             |          |          |          | 2:42:21  | 46.      |

| Versenyző         | Versenyszám   | Selejtező | Selejtező | Döntő    | Döntő    |
| Versenyző         | Versenyszám   | Eredmény  | Helyezés  | Eredmény | Helyezés |
| ----------------- | ------------- | --------- | --------- | -------- | -------- |
| Chantal Brunner   | Távolugrás    | 662 cm    | 9.        | 649 cm   | 9.       |
| Beatrice Faumuina | Diszkoszvetés | 58,40 m   | 23.       | kiesett  | kiesett  |

* - egy másik versenyzővel azonos eredményt ért el

**** - négy másik versenyzővel azonos eredményt ért el

***** - öt másik versenyzővel azonos eredményt ért el

## Cselgáncs
Férfi
| Versenyző     | Versenyszám  | Selejtező         | 32-es főtábla                                  | Nyolcaddöntő                | Negyeddöntő                 | Elődöntő          | Vigaszág első kör          | Vigaszág negyeddöntő          | Vigaszág elődöntő | Bronz- mérkőzés   | Döntő             | Helyezés |
| Versenyző     | Versenyszám  | Ellenfél Eredmény | Ellenfél Eredmény                              | Ellenfél Eredmény           | Ellenfél Eredmény           | Ellenfél Eredmény | Ellenfél Eredmény          | Ellenfél Eredmény             | Ellenfél Eredmény | Ellenfél Eredmény | Ellenfél Eredmény | Helyezés |
| ------------- | ------------ | ----------------- | ---------------------------------------------- | --------------------------- | --------------------------- | ----------------- | -------------------------- | ----------------------------- | ----------------- | ----------------- | ----------------- | -------- |
| Steve Corkin  | Könnyűsúly   | erőnyerő          | Huang Csien-lung (Huang Chien-Lung) (TPE) · GY | Andrei Golban (MDA) · GY    | Sebastian Pereira (BRA) · V |                   |                            | Christophe Gagliano (FRA) · V | kiesett           | kiesett           |                   | 9.       |
| Daniel Gowing | Félnehézsúly | erőnyerő          | Semír Pepic (SVK) · GY                         | Stéphane Traineau (FRA) · V |                             |                   | Leanyid Szvirid (BLR) · GY | Nakamura Josio (JPN) · V      | kiesett           | kiesett           |                   | 9.       |

## Evezés
Férfi
| Versenyző                                                 | Versenyszám              | Előfutam | Előfutam | Vigaszág | Vigaszág | Elődöntő | Elődöntő | Elődöntő | Döntő   | Döntő   | Döntő   | Helyezés |
| Versenyző                                                 | Versenyszám              | Idő      | Hely.    | Idő      | Hely.    | Típus    | Idő      | Hely.    | Típus   | Idő     | Hely.   | Helyezés |
| --------------------------------------------------------- | ------------------------ | -------- | -------- | -------- | -------- | -------- | -------- | -------- | ------- | ------- | ------- | -------- |
| Rob Waddell                                               | Egypárevezős             | 7:48,69  | 4.       | 7:42,87  | 1.       | A/B      | 7:18,52  | 4.       | B       | 6:49,55 | 1.      | 7.       |
| Toni Dunlop Dave Schaper                                  | Kormányos nélküli kettes | 6:42,15  | 3.       | 7:04,40  | 3.       | A/B      | 6:51,64  | 2.       | A       | 6:29,24 | 5.      | 5.       |
| Alastair Mackintosh Ian Wright Chris White Scott Brownlee | Kormányos nélküli négyes | 6:30,03  | 4.       | 6:35,58  | 4.       |          |          |          |         |         |         | 13.      |
| Rob Hamill Mike Rodger                                    | Könnyűsúlyú kétpárevezős | 7:09,61  | 4.       | 6:34,78  | 4.       | C/D      | 6:41,39  | 4.       | kiesett | kiesett | kiesett | 19.      |

Női
| Versenyző                    | Versenyszám  | Előfutam | Előfutam | Vigaszág | Vigaszág | Elődöntő | Elődöntő | Elődöntő | Döntő | Döntő   | Döntő | Helyezés |
| Versenyző                    | Versenyszám  | Idő      | Hely.    | Idő      | Hely.    | Típus    | Idő      | Hely.    | Típus | Idő     | Hely. | Helyezés |
| ---------------------------- | ------------ | -------- | -------- | -------- | -------- | -------- | -------- | -------- | ----- | ------- | ----- | -------- |
| Philippa Baker Brenda Lawson | Kétpárevezős | 7:26,83  | 2.       | erőnyerő | erőnyerő | A/B      | 7:15,57  | 2.       | A     | 7:09,92 | 6.    | 6.       |

## Íjászat
Férfi
| Versenyző      | Versenyszám | Selejtező | Selejtező | 64-es főtábla                             | 32-es főtábla     | Nyolcaddöntő      | Negyeddöntő       | Elődöntő          | Döntő             | Helyezés |
| Versenyző      | Versenyszám | Pont      | Kiemelt   | Ellenfél Eredmény                         | Ellenfél Eredmény | Ellenfél Eredmény | Ellenfél Eredmény | Ellenfél Eredmény | Ellenfél Eredmény | Helyezés |
| -------------- | ----------- | --------- | --------- | ----------------------------------------- | ----------------- | ----------------- | ----------------- | ----------------- | ----------------- | -------- |
| Andrew Lindsay | Egyéni      | 650       | 33.       | Csangte Lalremszaga (IND) (32.) · 156–160 | kiesett           | kiesett           | kiesett           | kiesett           | kiesett           | 46.      |

## Kajak-kenu

### Szlalom
| Versenyző   | Versenyszám       | Döntő    | Döntő    | Döntő    | Döntő    | Döntő         | Döntő         |
| Versenyző   | Versenyszám       | 1. futam | 1. futam | 2. futam | 2. futam | Jobb eredmény | Jobb eredmény |
| Versenyző   | Versenyszám       | Pont     | Hely.    | Pont     | Hely.    | Pont          | Helyezés      |
| ----------- | ----------------- | -------- | -------- | -------- | -------- | ------------- | ------------- |
| Owen Hughes | Férfi kajak egyes | 164,79   | 23.      | 160,28   | 22.      | 160,28        | 31.           |

## Kerékpározás

### Hegyi-kerékpározás
| Versenyző   | Versenyszám      | Idő                | Helyezés |
| ----------- | ---------------- | ------------------ | -------- |
| Kathy Lynch | Női terepverseny | 1:57:40 (+0:06:49) | 8.       |

### Országúti kerékpározás
Férfi
| Versenyző     | Versenyszám   | Idő             | Helyezés      |
| ------------- | ------------- | --------------- | ------------- |
| Ric Reid      | Mezőnyverseny | 4:56:47 (+2:51) | 66.           |
| Brian Fowler  | Mezőnyverseny | nem ért célba   | nem ért célba |
| Scott Guyton  | Mezőnyverseny | nem ért célba   | nem ért célba |
| Glen Mitchell | Mezőnyverseny | nem ért célba   | nem ért célba |

Női
| Versenyző      | Versenyszám   | Idő                | Helyezés      |
| -------------- | ------------- | ------------------ | ------------- |
| Susy Pryde     | Mezőnyverseny | 2:37:06 (+0:53)    | 31.           |
| Jacqui Nelson  | Mezőnyverseny | nem ért célba      | nem ért célba |
| Jacqui Nelson  | Időfutam      | 0:40:58 (+0:04:18) | 20.           |
| Rebecca Bailey | Időfutam      | 0:41:45 (+0:05:05) | 22.           |
| Rebecca Bailey | Mezőnyverseny | 2:37:06 (+0:53)    | 33.           |

### Pálya-kerékpározás
Sprintversenyek
| Versenyző              | Versenyszám  | Selejtező | Selejtező | 1. forduló                     | Vigaszág                                                     | Vigaszág | 2. forduló           | Vigaszág               | Vigaszág | Nyolcaddöntő         | Vigaszág               | Vigaszág | Negyeddöntő          | 5–8. helyért           | 5–8. helyért | Elődöntő             | Döntő                | Helyezés |
| Versenyző              | Versenyszám  | Idő       | Hely.     | Ellenfél Győztes idő           | Ellenfelek Győztes idő                                       | Hely.    | Ellenfél Győztes idő | Ellenfelek Győztes idő | Hely.    | Ellenfél Győztes idő | Ellenfelek Győztes idő | Hely.    | Ellenfél Győztes idő | Ellenfelek Győztes idő | Hely.        | Ellenfél Győztes idő | Ellenfél Győztes idő | Helyezés |
| ---------------------- | ------------ | --------- | --------- | ------------------------------ | ------------------------------------------------------------ | -------- | -------------------- | ---------------------- | -------- | -------------------- | ---------------------- | -------- | -------------------- | ---------------------- | ------------ | -------------------- | -------------------- | -------- |
| Darren McKenzie-Potter | Férfi egyéni | 11,211    | 23.       | Curt Harnett (CAN) · 11,380    | José Moreno (ESP) · 11,017                                   | 2.       | kiesett              | kiesett                | kiesett  | kiesett              | kiesett                | kiesett  | kiesett              | kiesett                | kiesett      | kiesett              | kiesett              | kiesett  |
| Donna Wynd             | Női egyéni   | 11,961    | 12.       | Michelle Ferris (AUS) · 11,923 | Erika Salumäe (EST) · Connie Paraskevin-Young (USA) · 12,018 | 3.       |                      |                        |          |                      |                        |          | kiesett              | kiesett                | kiesett      | kiesett              | kiesett              | kiesett  |

Üldözőversenyek
| Versenyző                                               | Versenyszám  | Selejtező | Selejtező | Negyeddöntő | Negyeddöntő | Elődöntő     | Elődöntő  | Döntő        | Döntő     | Helyezés |
| Versenyző                                               | Versenyszám  | Idő       | Hely.     | Ellenfél Idő | Saját idő   | Ellenfél Idő | Saját idő | Ellenfél Idő | Saját idő | Helyezés |
| ------------------------------------------------------- | ------------ | --------- | --------- | --- | ----------- | ------------ | --------- | ------------ | --------- | -------- |
| Gary Anderson                                           | Férfi egyéni | 4:36,918  | 13.       | kiesett | kiesett     | kiesett      | kiesett   | kiesett      | kiesett   | 13.      |
| Sarah Ulmer                                             | Női egyéni   | 3:43,176  | 6.        | Yvonne McGregor (GBR) · 3:41,287                                                                                           | 3:45,761    | kiesett      | kiesett   | kiesett      | kiesett   | 7.       |
| Greg Henderson Brendon Cameron Tim Carswell Julian Dean | Férfi csapat | 4:14,990  | 8.        | Franciaország (FRA) · Christophe Capelle · Philippe Ermenault · Jean-Michel Monin · Francis Moreau · Dean Woods · 4:08,965 | 4:15,610    | kiesett      | kiesett   | kiesett      | kiesett   | 8.       |

Időfutam
| Név                    | Versenyszám  | Idő      | Helyezés |
| ---------------------- | ------------ | -------- | -------- |
| Darren McKenzie-Potter | Férfi egyéni | 1:06,311 | 14.      |

Pontversenyek
| Név           | Versenyszám       | Pont | Körhátrány | Helyezés |
| ------------- | ----------------- | ---- | ---------- | -------- |
| Glenn McLeay  | Férfi pontverseny | 8    | -1         | 9.       |
| Jacqui Nelson | Női pontverseny   | 8    | 0          | 8.       |

## Lovaglás
Díjugratás
| Versenyző    | Ló            | Versenyszám | Selejtező | Selejtező | Selejtező | Selejtező | Selejtező | Selejtező | Selejtező | Selejtező | Döntő   | Döntő   | Végeredmény | Végeredmény |
| Versenyző    | Ló            | Versenyszám | 1. kör    | 1. kör    | 2. kör    | 2. kör    | 2. kör    | 3. kör    | 3. kör    | 3. kör    | Döntő   | Döntő   | Végeredmény | Végeredmény |
| Versenyző    | Ló            | Versenyszám | Bünt.     | Hely.     | Bünt.     | Össz.     | Hely.     | Bünt.     | Össz.     | Hely.     | Bünt.   | Hely.   | Bünt.       | Helyezés    |
| ------------ | ------------- | ----------- | --------- | --------- | --------- | --------- | --------- | --------- | --------- | --------- | ------- | ------- | ----------- | ----------- |
| Daniel Meech | Future Vision | Egyéni      | 40,25     | 77.       | 12,00     | 52,25     | 72.       | 8,00      | 60,25     | 69.       | kiesett | kiesett | kiesett     | kiesett     |

Lovastusa
| Versenyző                                               | Ló                                                 | Versenyszám | Díjlovaglás | Díjlovaglás | Tereplovaglás | Tereplovaglás | Tereplovaglás | Díjugratás | Díjugratás | Végeredmény | Végeredmény |
| Versenyző                                               | Ló                                                 | Versenyszám | Bünt.       | Hely.       | Bünt.         | Össz.         | Hely.         | Bünt.      | Hely.      | Bünt.       | Helyezés    |
| ------------------------------------------------------- | -------------------------------------------------- | ----------- | ----------- | ----------- | ------------- | ------------- | ------------- | ---------- | ---------- | ----------- | ----------- |
| Blyth Tait                                              | Ready Teddy                                        | Egyéni      | 51,60       | 15.         | 5,20          | 56,80         | 1.            | 0,00       | 1.         | 56,80       |             |
| Sally Clark                                             | Squirrel Hill                                      | Egyéni      | 51,20       | 14.         | 9,20          | 60,40         | 2.            | 0,00       | 1.         | 60,40       |             |
| Andrew Nicholson                                        | Buckley Province                                   | Egyéni      | 48,40       | 11.         | nem ért célba | nem ért célba | nem ért célba | kiesett    | kiesett    | kiesett     | kiesett     |
| Blyth Tait Vaughn Jefferis Andrew Nicholson Vicky Latta | Chesterfield Bounce Jagermeister II Broadcast News | Csapat      | 135,60      | 3.          | 112,40        | 255,80        | 3.            | 12,75      | 1.         | 268,55      |             |

## Ökölvívás
| Versenyző      | Versenyszám | Selejtező                  | Nyolcaddöntő                  | Negyeddöntő       | Elődöntő          | Döntő             | Helyezés |
| Versenyző      | Versenyszám | Ellenfél Eredmény          | Ellenfél Eredmény             | Ellenfél Eredmény | Ellenfél Eredmény | Ellenfél Eredmény | Helyezés |
| -------------- | ----------- | -------------------------- | ----------------------------- | ----------------- | ----------------- | ----------------- | -------- |
| Garth Da Silva | Nehézsúly   | Cathal O'Grady (IRL) · RSC | Szjarhej Dicskov (BLR) · 8–12 | kiesett           | kiesett           | kiesett           | 9.       |

## Röplabda

### Strandröplabda

#### Férfi
| Versenyző                    | 1. forduló                                                  | 2. forduló        | 3. forduló        | 4. forduló        | Reményág                                              | Reményág          | Reményág          | Reményág          | Reményág          | Elődöntő          | Döntő             | Helyezés |
| Versenyző                    | 1. forduló                                                  | 2. forduló        | 3. forduló        | 4. forduló        | 1. forduló                                            | 2. forduló        | 3. forduló        | 4. forduló        | 5. forduló        | Elődöntő          | Döntő             | Helyezés |
| Versenyző                    | Ellenfél Eredmény                                           | Ellenfél Eredmény | Ellenfél Eredmény | Ellenfél Eredmény | Ellenfél Eredmény                                     | Ellenfél Eredmény | Ellenfél Eredmény | Ellenfél Eredmény | Ellenfél Eredmény | Ellenfél Eredmény | Ellenfél Eredmény | Helyezés |
| ---------------------------- | ----------------------------------------------------------- | ----------------- | ----------------- | ----------------- | ----------------------------------------------------- | ----------------- | ----------------- | ----------------- | ----------------- | ----------------- | ----------------- | -------- |
| Reid Hamilton Glenn Hamilton | Olaszország (ITA) · Andrea Ghiurghi · Nicola Grigolo · 8–15 |                   |                   |                   | Ausztrália (AUS) · Julien Prosser · Leo Zahner · 8–15 | kiesett           | kiesett           | kiesett           | kiesett           | kiesett           | kiesett           | 17.      |

## Sportlövészet
Férfi
| Versenyző         | Versenyszám       | Selejtező | Selejtező | Döntő   | Döntő    |
| Versenyző         | Versenyszám       | Pont      | Helyezés  | Pont    | Helyezés |
| ----------------- | ----------------- | --------- | --------- | ------- | -------- |
| Stephen Petterson | Sportpuska, fekvő | 591       | 36.**     | kiesett | kiesett  |
| Brant Woodward    | Trap              | 116       | 42.**     | kiesett | kiesett  |

** - két másik versenyzővel azonos eredményt ért el

## Tenisz
Férfi
| Versenyző    | Versenyszám | 64-es főtábla                   | 32-es főtábla     | Nyolcaddöntő      | Negyeddöntő       | Elődöntő          | Bronz- mérkőzés   | Döntő             | Helyezés |
| Versenyző    | Versenyszám | Ellenfél Eredmény               | Ellenfél Eredmény | Ellenfél Eredmény | Ellenfél Eredmény | Ellenfél Eredmény | Ellenfél Eredmény | Ellenfél Eredmény | Helyezés |
| ------------ | ----------- | ------------------------------- | ----------------- | ----------------- | ----------------- | ----------------- | ----------------- | ----------------- | -------- |
| Brett Steven | Egyes       | Arnaud Boetsch (FRA) · 2–6, 6–7 | kiesett           | kiesett           | kiesett           | kiesett           | kiesett           | kiesett           | 33.      |

## Tollaslabda
| Versenyző                     | Versenyszám | Selejtező         | 32-es főtábla                                          | Nyolcaddöntő                                                   | Negyeddöntő       | Elődöntő          | Döntő             | Helyezés |
| Versenyző                     | Versenyszám | Ellenfél Eredmény | Ellenfél Eredmény                                      | Ellenfél Eredmény                                              | Ellenfél Eredmény | Ellenfél Eredmény | Ellenfél Eredmény | Helyezés |
| ----------------------------- | ----------- | ----------------- | ------------------------------------------------------ | -------------------------------------------------------------- | ----------------- | ----------------- | ----------------- | -------- |
| Rhona Robertson               | Női egyes   | erőnyerő          | Camilla Martin (DEN) · 2–11, 2–11                      | kiesett                                                        | kiesett           | kiesett           | kiesett           | 17.      |
| Rhona Robertson Tammy Jenkins | Női páros   |                   | Kanada (CAN) · Denyse Julien · Si-An Deng · 15–7, 17–4 | Indonézia (INA) · Eliza Nathanael · Zelin Resiana · 9–15, 2–15 | kiesett           | kiesett           | kiesett           | 9.       |

## Úszás
Férfi
| Versenyző                                            | Versenyszám            | Előfutam | Előfutam | Előfutam | Döntő   | Döntő   | Döntő   | Helyezés |
| Versenyző                                            | Versenyszám            | Idő      | Hely.    | Össz.    | Típus   | Idő     | Hely.   | Helyezés |
| ---------------------------------------------------- | ---------------------- | -------- | -------- | -------- | ------- | ------- | ------- | -------- |
| Nick Tongue                                          | 50 m gyors             | 23,73    | 1.       | 40.*     | kiesett | kiesett | kiesett | kiesett  |
| Trent Bray                                           | 100 m gyors            | 51,18    | 7.       | 31.      | kiesett | kiesett | kiesett | kiesett  |
| Trent Bray                                           | 200 m gyors            | 1:51,59  | 7.       | 20.*     | kiesett | kiesett | kiesett | kiesett  |
| Danyon Loader                                        | 200 m gyors            | 1:48,48  | 1.       | 2.       | A       | 1:47,63 | 1.      |          |
| Danyon Loader                                        | 400 m gyors            | 3:51,54  | 1.       | 4.       | A       | 3:47,97 | 1.      |          |
| Danyon Loader                                        | 100 m pillangó         | 55,39    | 6.       | 34.      | kiesett | kiesett | kiesett | kiesett  |
| Danyon Loader                                        | 200 m pillangó         | 2:00,81  | 6.       | 19.      | kiesett | kiesett | kiesett | kiesett  |
| Trent Bray Danyon Loader John Steel Nick Tongue      | 4 × 100 m gyorsváltó   | 3:21,65  | 3.       | 9.       | kiesett | kiesett | kiesett | kiesett  |
| Trent Bray Murray Burdan Scott Cameron Danyon Loader | 4 × 200 m gyorsváltó   | 7:24,35  | 3.       | 9.       | kiesett | kiesett | kiesett | kiesett  |
| Scott Cameron                                        | 1500 m gyors           | 15:56,60 | 5.       | 27.      | kiesett | kiesett | kiesett | kiesett  |
| Jonathan Winter                                      | 100 m hát              | 56,92    | 7.       | 23.      | kiesett | kiesett | kiesett | kiesett  |
| Paul Kent                                            | 100 m mell             | 1:02,76  | 4.       | 15.      | B       | 1:03,05 | 6.      | 14.      |
| Trent Bray Paul Kent Danyon Loader Jonathan Winter   | 4 × 100 m vegyes váltó | 3:45,80  | 5.       | 14.      | kiesett | kiesett | kiesett | kiesett  |

Női
| Versenyző                                                   | Versenyszám            | Előfutam | Előfutam | Előfutam | Döntő   | Döntő   | Döntő   | Helyezés |
| Versenyző                                                   | Versenyszám            | Idő      | Hely.    | Össz.    | Típus   | Idő     | Hely.   | Helyezés |
| ----------------------------------------------------------- | ---------------------- | -------- | -------- | -------- | ------- | ------- | ------- | -------- |
| Alison Fitch                                                | 50 m gyors             | 26,74    | 1.       | 35.      | kiesett | kiesett | kiesett | kiesett  |
| Alison Fitch                                                | 100 m gyors            | 57,71    | 8.       | 29.      | kiesett | kiesett | kiesett | kiesett  |
| Dionne Bainbridge                                           | 200 m gyors            | 2:02,69  | 4.       | 13.      | B       | 2:03,20 | 7.      | 15.      |
| Dionne Bainbridge                                           | 400 m gyors            | 4:16,47  | 4.       | 13.      | B       | 4:16,79 | 6.      | 14.      |
| Dionne Bainbridge Sarah Catherwood Alison Fitch Anna Wilson | 4 × 200 m gyorsváltó   | 8:14,98  | 5.       | 11.      | kiesett | kiesett | kiesett | kiesett  |
| Lydia Lipscombe                                             | 100 m hát              | 1:03,61  | 5.       | 13.      | B       | 1:03,30 | 3.      | 11.      |
| Lydia Lipscombe                                             | 200 m hát              | 2:19,54  | 8.       | 24.      | kiesett | kiesett | kiesett | kiesett  |
| Anna Simcic                                                 | 200 m hát              | 2:13,74  | 3.       | 8.       | A       | 2:14,04 | 6.      | 6.       |
| Anna Wilson                                                 | 100 m mell             | 1:12,93  | 5.       | 31.      | kiesett | kiesett | kiesett | kiesett  |
| Anna Wilson                                                 | 200 m vegyes           | 2:19,97  | 7.       | 25.      | kiesett | kiesett | kiesett | kiesett  |
| Anna Wilson                                                 | 400 m vegyes           | 4:55,72  | 6.       | 24.      | kiesett | kiesett | kiesett | kiesett  |
| Alison Fitch Lydia Lipscombe Anna Simcic Anna Wilson        | 4 × 100 m vegyes váltó | 4:19,83  | 6.       | 19.      | kiesett | kiesett | kiesett | kiesett  |

* - egy másik versenyzővel azonos eredményt ért el

## Vitorlázás
Férfi
| Versenyző                | Versenyszám     | Futam | Futam | Futam | Futam | Futam | Futam | Futam | Futam | Futam | Futam | Futam | Pontszám | Helyezés |
| Versenyző                | Versenyszám     | 1     | 2     | 3     | 4     | 5     | 6     | 7     | 8     | 9     | 10    | 11    | Pontszám | Helyezés |
| ------------------------ | --------------- | ----- | ----- | ----- | ----- | ----- | ----- | ----- | ----- | ----- | ----- | ----- | -------- | -------- |
| Aaron McIntosh           | Szörfvitorlázás | 4     | 3     | 1     | (18)  | (15)  | 2     | 5     | 3     | 9     |       |       | 27,0     | 4.       |
| Craig Monk               | Finn dingi      | 22    | 9     | 4     | 13    | 2     | 13    | 18    | 5     | (28)  | (25)  |       | 86,0     | 13.      |
| Rohan Cooke Andrew Stone | 470-es osztály  | 8     | 11    | 10    | 14    | 25    | 22    | 18    | 10    | (27)  | (27)  | 21    | 139,0    | 22.      |

Női
| Versenyző                | Versenyszám     | Futam | Futam | Futam | Futam | Futam | Futam | Futam | Futam | Futam | Futam | Futam | Pontszám | Helyezés |
| Versenyző                | Versenyszám     | 1     | 2     | 3     | 4     | 5     | 6     | 7     | 8     | 9     | 10    | 11    | Pontszám | Helyezés |
| ------------------------ | --------------- | ----- | ----- | ----- | ----- | ----- | ----- | ----- | ----- | ----- | ----- | ----- | -------- | -------- |
| Barbara Kendall          | Szörfvitorlázás | 2     | 3     | 6     | 1     | (10)  | 5     | 5     | (6)   | 2     |       |       | 24,0     |          |
| Sharon Ferris            | Europe          | 7     | 16    | 5     | 5     | 11    | (18)  | (19)  | 3     | 2     | 6     | 18    | 73,0     | 5.       |
| Leslie Egnot Jan Shearer | 470-es osztály  | 14    | 18    | 1     | 17    | 8     | 11    | 7     | 4     | 21    | (23)  | (23)  | 101,0    | 16.      |

Nyílt
| Versenyző               | Versenyszám | Futam | Futam    | Futam | Futam | Futam | Futam | Futam | Futam | Futam | Futam | Futam | Pontszám | Helyezés |
| Versenyző               | Versenyszám | 1     | 2        | 3     | 4     | 5     | 6     | 7     | 8     | 9     | 10    | 11    | Pontszám | Helyezés |
| ----------------------- | ----------- | ----- | -------- | ----- | ----- | ----- | ----- | ----- | ----- | ----- | ----- | ----- | -------- | -------- |
| Hamish Pepper           | Laser       | 15    | (57 PMS) | 19    | 19    | 6     | 2     | 4     | 3     | (21)  | 6     | 10    | 84,0     | 10.      |
| Rod Davis Don Cowie     | Csillaghajó | 2     | 4        | (17)  | (11)  | 10    | 9     | 4     | 6     | 1     | 10    |       | 46,0     | 5.       |
| Rex Sellers Brian Jones | Tornádó     | 14    | 14       | 10    | 13    | (17)  | 14    | 12    | (16)  | 12    | 14    | 4     | 107,0    | 15.      |

| Versenyző                              | Versenyszám | Futam | Futam | Futam | Futam | Futam | Futam | Futam | Futam | Futam | Futam | Futam | Futam | Negyeddöntő       | Elődöntő          | Döntő             | Helyezés |
| Versenyző                              | Versenyszám | 1     | 2     | 3     | 4     | 5     | 6     | 7     | 8     | 9     | 10    | Pont  | Hely. | Ellenfél Eredmény | Ellenfél Eredmény | Ellenfél Eredmény | Helyezés |
| -------------------------------------- | ----------- | ----- | ----- | ----- | ----- | ----- | ----- | ----- | ----- | ----- | ----- | ----- | ----- | ----------------- | ----------------- | ----------------- | -------- |
| Kelvin Harrap Sean Clarkson Jamie Gale | Soling      | 2     | 11    | (13)  | 8     | 7     | 4     | (12)  | 8     | 7     | 3     | 50    | 14.   | kiesett           | kiesett           | kiesett           | 14.      |